# Замок Ритин
Замок Ри́тин (также неправильно Ра́тин; англ. Ruthin Castle, валл. Castell Rhuthun) — средневековый замок в Уэльсе под городом Ритин. Возведён в конце XIII века Давидом ап Грифидом, братом принца Лливелина Последнего, на утёсе из красного песчаника, возвышающемся над долиной Клуид. Часть древних стен сохранилась: в середине XX века они были вписаны в здание гостиницы.
Ещё в Железном веке на месте замка Ритин находились укрепления. В 1277 году король Эдуард I подарил землю Давиду ап Грифиду в благодарность за его помощь во время английской кампании в Северном Уэльсе. Неясно, был ли в то время на этом месте форт или же Давид построил замок с нуля. Изначально замку было дано валлийское название «Валлийский красный замок в Великом болоте» (валл. Castell Coch yn yr Gwernfor).
Прежде всего, замок известен как резиденция одной из ветвей дома Греев — баронов Грей из Ритина, лордов кантревы Дифрин-Клуид. Ритин также был оплотом Реджинальда Грея, 3-го барона Грея де Ритина, который в некотором роде спровоцировал восстания Оуайна Глиндура.

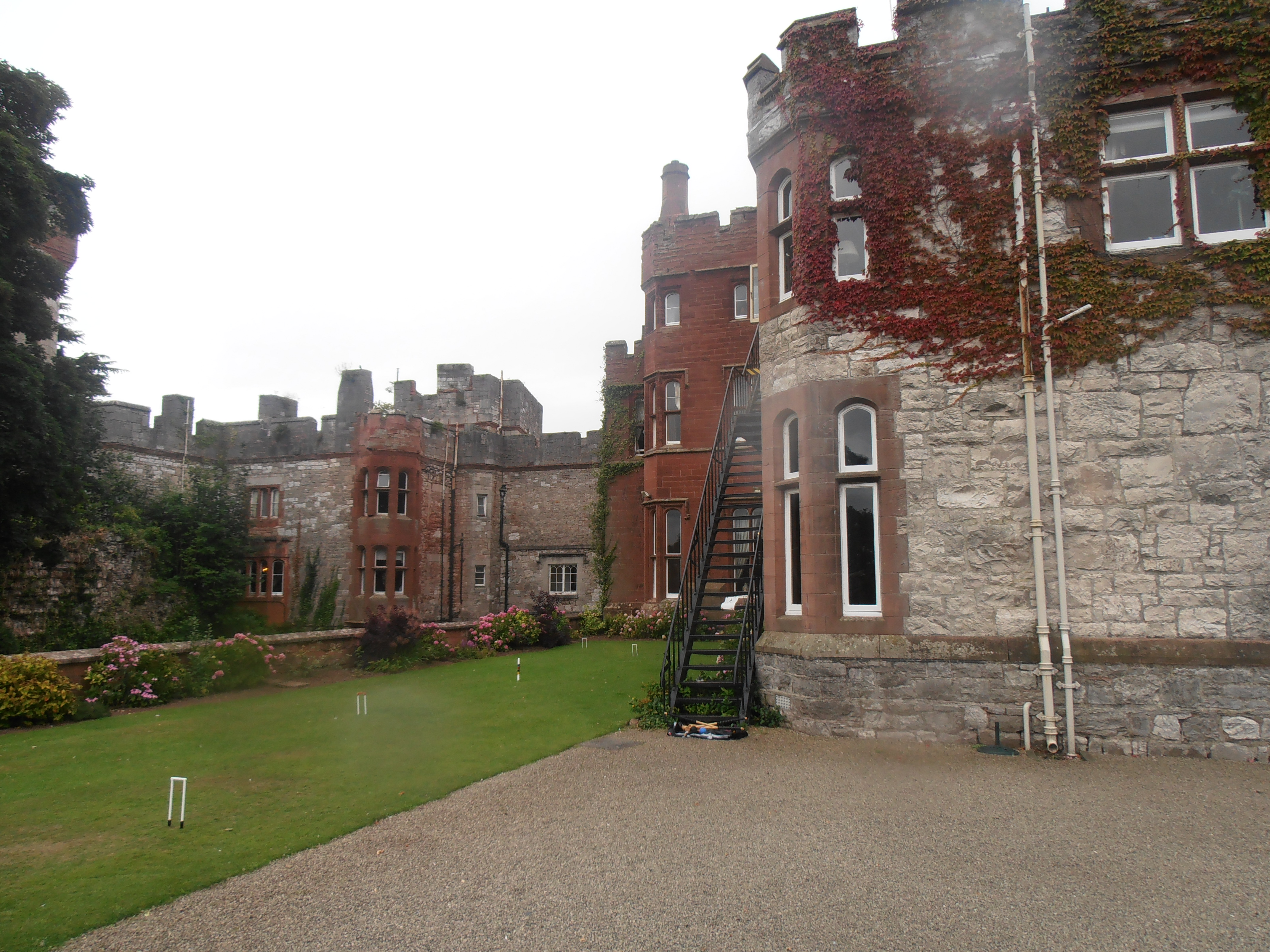
Гостиница Ритин-Касл

В 1579—1580 годах в замке держали и пытали валлийского поэта, рекузанта и школьного учителя Ричарда Гуина, который впоследствии был повешен, потрошён и четвертован в Рексеме 15 октября 1584 года. Гуин был канонизирован в 1970 году папой Павлом VI как один из сорока английских и уэльских мучеников.
В начале английской гражданской войны замок находился в запущенном состоянии, но был в срочном порядке отремонтирован. Он выдержал 11-недельную осаду парламентскими войсками в 1646 году, но капитулировал, когда осаждавшие объявили о намерении заложить мины под стенами. Позже по приказу Оливера Кромвеля замок Ритин был разрушен, чтобы предотвратить его дальнейшее военное использование.
Начиная с 1960-х годов руины замка были вделаны в стены нового здания — гостиницы Ритин-Касл. Здесь останавливался на ночь принц Чарльз перед тем, как его провозгласили принцем Уэльским в замке Карнарвон 1 июля 1969 года.